# Treppo Grande
Treppo Grande é uma comuna italiana da região do Friuli-Venezia Giulia, província de Udine, com cerca de 1.753 habitantes. Estende-se por uma área de 11 km², tendo uma densidade populacional de 159 hab/km². Faz fronteira com Artegna, Buja, Cassacco, Colloredo di Monte Albano, Magnano in Riviera, Tricesimo.

## Demografia
| Variação demográfica do município entre 1861 e 2011                               |
|                                                                                   |
| Fonte: Istituto Nazionale di Statistica (ISTAT) - Elaboração gráfica da Wikipedia |